# 迪爾林帕克莊園 (亞利桑那州)
迪爾林帕克莊園（英語：Deering Park Estates）是位於美國亞利桑那州亞瓦派縣的一個非建制地區。該地的面積和人口皆未知。

## 地理
迪爾林帕克莊園的座標為34°32′10″N 112°33′59″W / 34.53611°N 112.56639°W，而該地的平均海拔高度為1903米（即6243英尺）。